# Rochelle Stevens
Rochelle Stevens (ur. 8 września 1966 w Memphis) – amerykańska lekkoatletka specjalizująca się w długich biegach sprinterskich, dwukrotna uczestniczka letnich igrzysk olimpijskich (Barcelona 1992, Atlanta 1996). Dwukrotna medalistka olimpijska (złota z Atlanty i srebrna z Barcelony) w biegu sztafetowym 4 × 400 metrów.

## Sukcesy sportowe
- dwukrotna mistrzyni Stanów Zjednoczonych w biegu na 400 m – 1989, 1992[1]
- dwukrotna halowa mistrzyni Stanów Zjednoczonych w biegu na 200 m – 1991, 1993[2]

| Rok  | Miasto       | Zawody                   | Konkurencja                      | Wynik                       |
| ---- | ------------ | ------------------------ | -------------------------------- | --------------------------- |
| 1987 | Indianapolis | Igrzyska panamerykańskie | sztafeta 4 × 400 m               | złoty medal                 |
| 1990 | Seattle      | Igrzyska Dobrej Woli     | sztafeta 4 × 400 m bieg na 400 m | srebrny medal brązowy medal |
| 1991 | Tokio        | Mistrzostwa świata       | sztafeta 4 × 400 m               | srebrny medal               |
| 1992 | Barcelona    | Igrzyska olimpijskie     | sztafeta 4 × 400 m bieg na 400 m | srebrny medal 6. miejsce    |
| 1995 | Göteborg     | Mistrzostwa świata       | sztafeta 4 × 400 m               | złoty medal                 |
| 1996 | Atlanta      | Igrzyska olimpijskie     | sztafeta 4 × 400 m               | złoty medal                 |
| 1998 | Nowy Jork    | Igrzyska Dobrej Woli     | sztafeta 4 × 400 m bieg na 400 m | srebrny medal 6. miejsce    |

## Rekordy życiowe
- bieg na 100 metrów – 11,37 – Atlanta 14/05/1988
- bieg na 200 metrów – 22,84 – Charlottesville 09/05/1987
- bieg na 200 metrów (hala) – 23,31 – Atlanta 01/03/1996
- bieg na 300 metrów – 37,25 – Bedford 24/07/1993
- bieg na 300 metrów (hala) – 37,42 – Karlsruhe 31/01/1992
- bieg na 400 metrów – 50,06 – nowy Orlean 22/06/1992
- bieg na 400 metrów (hala) – 52,33 – Atlanta 04/03/1995